# I mitt hjärta
I mitt hjärta är ett samlingsalbum av Kikki Danielsson, släppt i Norge 1999 och i Sverige 2002. Tolv av låtarna spelades in med Roosarna åren 1994–1997. Albumet innehåller även två då nyinspelade spår, I mitt hjärta brinner lågan och Jag trodde änglarna fanns vilka Kikki Danielsson spelade in tillsammans med det norska dansbandet Ole Ivars, vars sångare William Kristoffersen skrivit dem. 

## Låtlista
1. I mitt hjärta brinner lågan - 3:22 (duett: Kikki Danielsson/Tore Halvorsen)
2. All min kärlek - 3:15
3. Har du glömt - 2:45
4. I morgondagens ljus - 3:19
5. Ung, blåögd och blyg - 3:10
6. Jag trodde änglarna fanns - 3:18 (duett: Kikki Danielsson/Tore Halvorsen)
7. Ta en dag i taget - 2:46
8. Et vänligt ord - 3:09
9. Jag älskar dig - 3:12
10. Den enda sanna mannen - 2:30
11. Dagar som kommer och går - 3:30
12. Min egen väg - 3:20
13. Et hus med många rum - 3:07
14. Tjejer - 3:10

### Webbkällor
- Information i Svensk mediedatabas.